# Artem Nych
Artem Nych est un coureur cycliste russe, né le 21 mars 1995 à Kemerovo.

## Biographie
Au mois d'aout 2020, il se classe treizième du championnat d'Europe du contre-la-montre à Plouay dans le Morbihan et trente-neuvième de la course en ligne.

## Palmarès et résultats

### Palmarès par année
- 2012
  - 3e du championnat de Russie du contre-la-montre juniors
- 2013
  - 8e du championnat du monde sur route juniors
- 2014
  - 3e du championnat de Russie sur route espoirs
  - 3e du Grand Prix du Faucigny
- 2015
  -  Champion de Russie sur route espoirs
  - 2e du Trofeo Banca Popolare di Vicenza
- 2016
  -  Champion de Russie sur route espoirs
  - 2e étape de la Samara Stage Race
  - 2e du championnat de Russie du contre-la-montre espoirs
  - 8e du championnat d'Europe du contre-la-montre espoirs
- 2017
  - 2e du championnat de Russie sur route
  - 3e du Grand Prix de Poggiana
- 2021
  -  Champion de Russie sur route
- 2022
  - Friendship People North-Caucasus Stage Race :
    - Classement général
    - 2e, 6eet 9e (contre-la-montre) étapes

  - 2e du championnat de Russie sur route
- 2023
  - Grand Prix Beiras et Serra da Estrela
  - 2e du Grand Prix international de Torres Vedras-Trophée Joaquim-Agostinho
  - 3e de la Classica Aldeias do Xisto
- 2024
  - Grand Prix Beiras et Serra da Estrela
    - Classement général
    - 1re étape

  - Grand Prix Abimota : 
    - Classement général
    - 1re étape

  - Tour du Portugal : 
    - Classement général
    - 6e et 10e étapes

  - 2e du Grande Prémio O Jogo
  - 2e du Grande Prémio Douro Internacional
  - 3e du Grand Prix international de Torres Vedras-Trophée Joaquim-Agostinho
- 2025
  - Grande Prémio O Jogo :
    - Classement général
    - 5e étape

  - Grande Prémio Douro Internacional : 
    - Classement général
    - 1re étape

  - Tour du Portugal
  - 3e du Grand Prix Beiras et Serra da Estrela

### Classements mondiaux
| Année                                 | 2014 | 2015 | 2016 | 2017 | 2018 | 2019 | 2020  | 2021 | 2022 | 2023 | 2024 |
| ------------------------------------- | ---- | ---- | ---- | ---- | ---- | ---- | ----- | ---- | ---- | ---- | ---- |
| Classement mondial                    |      |      | 617e | 544e | 536e | 734e | 1341e | 323e | nc   | 555e | 362e |
| UCI Europe Tour                       | 628e | 286e | 377e | 307e | 364e | 534e | 1020e | 272e | nc   | nc   | nc   |
|                                       |      |      |      |      |      |      |       |      |      |      |      |
| Légende : nc = non classéSource : UCI |      |      |      |      |      |      |       |      |      |      |      |